# Kékkút
Kékkút là một thị trấn thuộc hạt Veszprém, Hungary. Thị trấn này có diện tích 3,68 km², dân số năm 2010 là 89 người, mật độ 24 người/km².